# Renzo De Vecchi
Pour les articles homonymes, voir De Vecchi.
Renzo De Vecchi, surnommé le fils de Dieu, (né le 3 février 1894 à Milan et mort le 14 mai 1967) était un footballeur italien des années 1910-1920.

## Biographie
Renzo De Vecchi était défenseur latéral au Genoa, avec lequel il remporta trois scudetti (ligue amateur à l'époque) en 1915, 1923 et 1924, et en équipe d'Italie avec laquelle il connut 43 sélections entre 1910 et 1925. Il prit sa retraite en 1929 à 35 ans. Il est également le plus jeune joueur à avoir joué pour la Nazionale (16 ans).